# Домар (город)
Домар (бенг. ডোমার, англ. Domar) — город и муниципалитет на севере Бангладеш, административный центр одноимённого подокруга. Площадь города равна 21,48 км². По данным переписи 2001 года, в городе проживало 17 162 человека, из которых мужчины составляли 51,39 %, женщины — соответственно 48,61 %. Уровень грамотности населения составлял 49,3 % (при среднем по Бангладеш показателе 43,1 %).